# Dionysius-Chor Krefeld
Der Dionysius-Chor Krefeld e. V. (umgangssprachlich kurz „Dio-Chor“ genannt) war ein vom Kantor, Dirigenten und Komponisten Hans-Jörg Böckeler gegründeter und geleiteter Chor. Nach dem Tod Böckelers im Jahr 2018 löste er sich auf.

## Geschichte
Der damals 24-jährige Böckeler gründete den Dionysius-Chor zunächst als Jugendchor, der an der Krefelder Pfarrkirche St. Dionysius angesiedelt war. Im Vordergrund stand die musikalische Gestaltung von Gottesdiensten mit Texten des damaligen Kaplans Wilhelm Willms, die von Hans-Jörg Böckeler vertont wurden. Diese neue Form der musikalischen Auseinandersetzung mit Glauben und Liturgie wurde später als Neues Geistliches Lied bekannt.
Nach mehreren Differenzen zwischen dem Chor und der damaligen Pfarrleitung verließ der Dio-Chor schließlich 1975 die Pfarrgemeinde und machte sich als freier Chor selbstständig. An der Roßstraße fanden die Sängerinnen und Sänger eine neue Heimat. Neben großzügigen Probemöglichkeiten und dem Wohnsitz des Chorleiters beherbergten die Räumlichkeiten auch den „Takt-Verlag“ und das „Dioton-Studio“, in welchem nicht nur Chor-, sondern auch instrumentale Aufnahmen verschiedener Art stattfanden.
Hans-Jörg Böckeler, der Chorleiter und Gründer des Ensembles, verstarb im März 2018. Anschließend suchte der Chor nach einer neuen Leitung, konnte aber keine geeigneten Kandidaten finden. So löste sich der Chor nach 50 Jahren auf.

## Repertoire
Der Chor verfügte über ein sehr umfangreiches musikalisches Repertoire. Neben geistlichen und klassischen Werken umfasste er auch internationale Folklore, Gospel und moderne Popmusik. Einen Namen bis über die Stadtgrenzen Krefelds heraus machte sich der Chor vor allem durch die Interpretation von Titeln der Les Humphries Singers, der Beatles und zuletzt der schwedischen Popgruppe ABBA.
Auswahl
- Johann Sebastian Bach: Weihnachtsoratorium, Motetten, Choräle
- Joseph Haydn: Die Jahreszeiten
- Johannes Brahms: Ein deutsches Requiem, Lieder
- Antonín Dvořák: Messe für Chor und Orgel
- Wolfgang Amadeus Mozart: Requiem, Messen u. a.
- Gioachino Rossini: Petite Messe solennelle
- Carl Orff: Carmina Burana
- Béla Bartók: Liederzyklus
- Hugo Distler: Totentanz
- Heinz Martin Lonquich: Kölner Domfestmesse
- Ariel Ramírez: Misa Criolla
- Hans-Jörg Böckeler: Credo
- Hans-Jörg Böckeler: Sternenmantel

## Diskografie
- Nicht vom Brot allein (Schwann, 1973)
- Neue geistliche Lieder (Schwann, 1974)
- Sacro-Pop-Festival 1: Ein neues Halleluja (Schwann, 1974)
- Lieder zum Mitsingen in der Gemeinde für Konfirmandenarbeit, Unterricht und Gottesdienst (Schwann, 1975)
- Weisst du wo der Himmel ist (Heike Mueller, 1996)